# Carlo Caniggia
Carlo Caniggia (San Michele d'Alessandria, 1806 – Roma, 1852) è stato uno scultore italiano.
Lavorò a Torino e in Spagna.
A Torino realizzò la statua del beato Amedeo IX di Savoia nella Chiesa della Gran Madre di Dio.